# Leontodon macrorrhizus
Leontodon macrorrhizus là một loài thực vật có hoa trong họ Cúc. Loài này được Steud. mô tả khoa học đầu tiên năm 1840.